# 3-己醇
3-己醇，是一種醇類的有機化合物，是在三號碳上接羥基的己醇。它的化學式是C6H13OH、示性式是C3H7CH(OH)C2H5，是正己醇的一種異構物。 3-己醇有一個手性中心，故存在光學異構物。
3-己醇聞起來有香氣，常在香蕉、葡萄柚、甜瓜 等植物中找到。高濃度的3-己醇对水稍微有危害的，不能傾倒於地下水或污水系统，需放入廢液桶回收處理。

## 用途
被用作食品添加劑，以增加風味，但添加劑量有規定饮料、布丁最多只能加1.0mg/kg；而糖果和焙烤制品限制較低，可以加到2.0mg/kg。除此之外，3-己醇亦可以作為溶剂或有机合成中间体。

## 制備
3-己醇可以由第三碳上有雙鍵或三鍵的己不飽和烴经硼氢化反应而制得，如3-己炔或顺式-3-已烯。